# Ізотта Ногарола

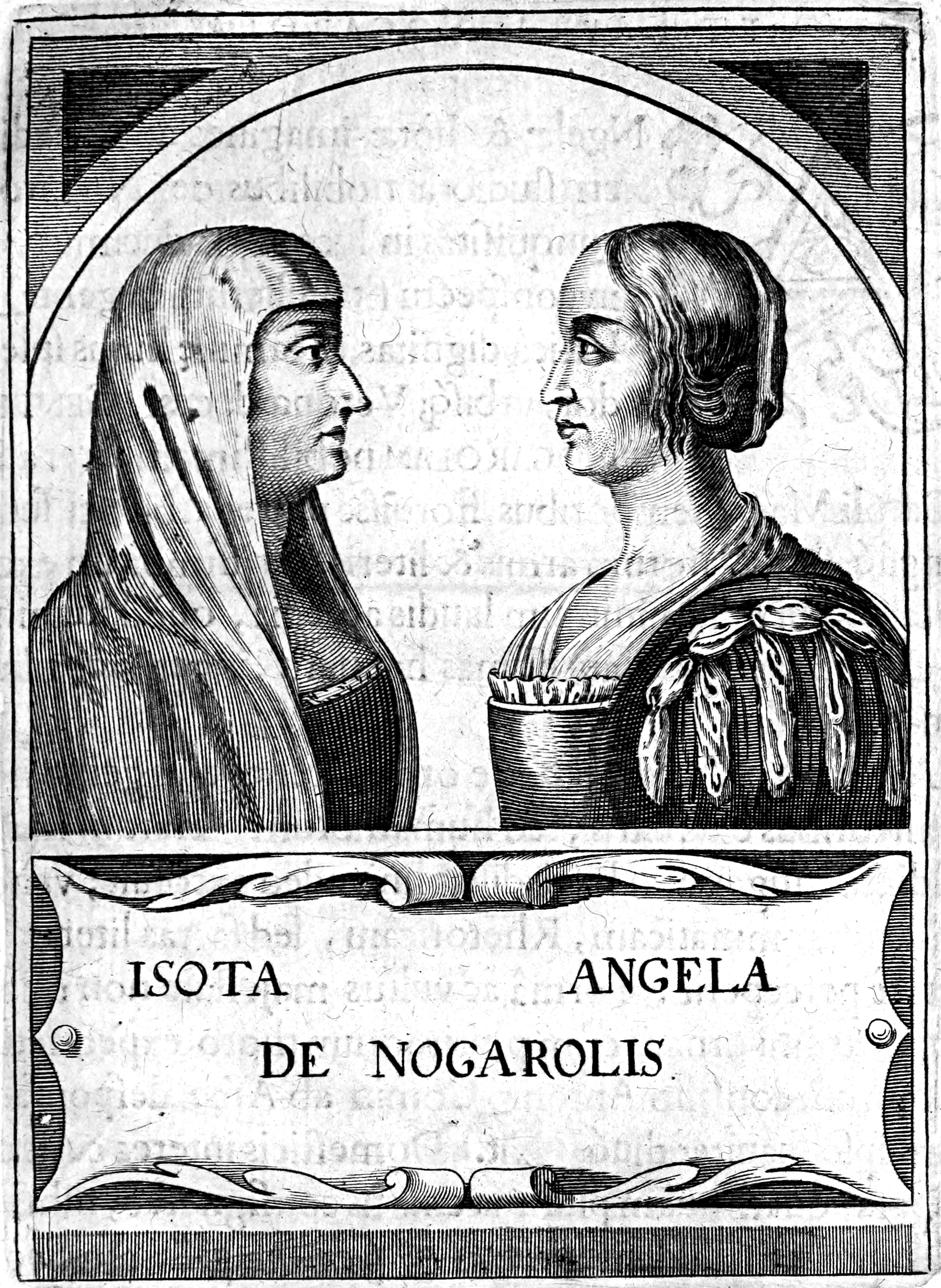
Ізотта та її тітка Анжела, одна з перших італійських поетес

Ізотта Ногарола (італ. Isotta Nogarola; 1418, Верона — 1466, Венеція) — ренесансна письменниця, інтелектуалка, гуманістка, представниця веронського графського роду; листувалася з багатьма гуманістами, писала вірші та промови латиною; виступала за права жінок, переважно за право на освіту. Авторка епістолярного діалогу «Про рівний або нерівний гріх Адама та Єви». Пристрасно любила вчитися і провела більшу частину свого життя на самоті, постійно займаючись науками. Спосіб життя Ізотти Ногароли та її праці стали прикладом для інших італійських гуманісток Ренесансу — Кассандри Феделе та Лаури Черети.

## Життєпис
Народилася в знатній веронській сім'ї серед 10 братів і сестер, 7 з яких дожили до повноліття. Дочка Леонардо Ногароли, племінниця Анжели Ногароли, поетеси та піонерки жіночої творчості в Італії. Мати Б'янка, що походила зі знатного сімейства Борромео, сестра гуманіста кардинала Борромео, овдовіла близько 1425—1433 років. Вона найняла своїм дочкам Ізотті та Джиневрі викладачів, що того часу було надзвичайною рідкістю при вихованні дівчаток. Вони вчили латину та грецьку. Її другим учителем був Мартіно Ріццоні (Martino Rizzoni), який навчався в Гуаріно да Верона, одного з найпередовіших гуманістичних мислителів. Дівчатка в сім'ї Ногароли здобули таку ж освіту, як і хлопчики, за винятком науки риторики, яка в суспільстві, де домінували чоловіки, жінкам не могла пригодитися.

### Ранній період
Обидві сестри увійшли до публічного світу гуманістичного дискурсу 1434 року. Ізотта Ногарола виявилася надзвичайно здібною ученицею, її літературні роботи набули широкого визнання. Славою вона завдячувала і статі, що було рідкістю для тих часів. Ізотта писала вишукані листи представникам інтелектуальної еліти, вони відповідали їй. Списки з листів поширювалися, слава Ізотти почала зростати.
1437 року 18-річна дівчина написала Гуаріно да Вероні, почувши, що він з похвалою відгукнувся про неї. Новина поширилася Вероною і викликала у місцевих городян глузування над Ізоттою та її претензіями на статус у світі гуманістів, що дуже розсердило її. Не отримавши відповіді протягом тривалого часу і не маючи більше сил терпіти сором, вона написала Гуаріно другий лист, де зазначала:
|  | Для чого я народилася жінкою, котру чоловіки зневажають словом і ділом? Я задаю собі це питання насамоті... Ваша несправедливість у відмові відповісти мені спричинила мені так багато страждань, що їх не може бути більше... Ви самі казали, що немає мети, якої б я не могла досягти. Але тепер, коли все пішло не так, як треба, моя радість поступилася місцем скорботі... Бо глузуванням по всьому місту жінки зводять мене. |

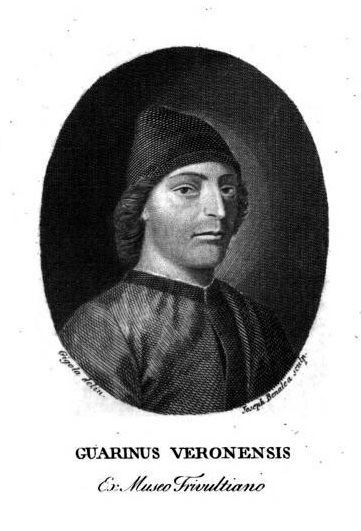
Гуаріно да Верона

На цей лист Гуаріно відповів так: «Ти проявляєш себе такою покинутою духом, такою смиренною — настільки жінкою, що ти не відповідаєш моїй високій думці щодо тебе… Створи в душі своїй чоловіка!». Це завершило кар'єру Ізотти як гуманістки, не давши їй розпочатись.
Критика продовжувала переслідувати Ізотту і досягла нового піку, коли її звинуватили в проміскуїтеті та інцесті. Ця сатира, підписана псевдонімом «Пліній», поширилася в середині 1439. Ізотту, її сестру Бартоломмею і брата Антоніо (чи Лодовіко) звинуватили в злочинних кровозмішувальних та бісексуальних зв'язках. На доказ розбещеності Ізотти автор стверджував, що розумна жінка не може бути незайманою.
Від переслідувань веронців Ізотта переїхала 1438 року до Венеції (за іншими відомостями, від чуми та постійних конфліктів між Міланом та Венецією за Верону). 
1438 року сестра Джиневра стала дружиною уродженця Брешії, аристократа та кондотьєра Бруноро Гамбара (вона стане бабусею відомої ренесансної поетеси Вероніки Гамбари). Інша сестра, Лаура, була одружена двічі, спочатку з Крістофоро Пеллеґріні, потім із венеційським дожем Ніколо Троном. Ізотта залишилася неодруженою, але її життя зробило різкий поворот: зі світської гуманістки вона перетворилася на mulier sancta, одну з багатьох жінок цієї епохи, які обрали релігійну самотність. Вибір Ізоти спричинило жорстоке ставлення до неї чоловіків-гуманістів.

### Середній період
Перебування Ізотти у Венеції виявилося коротким, і 1441 року вона повернулася до Верони, де стала жити в сім'ї свого брата. Протягом наступного десятиліття про життя Ізотти в батьківському будинку нічого не відомо. Мабуть, вона спокійно жила в рідному будинку та заміській віллі; відомо, що вона зібрала чудову бібліотеку. Наступну чверть століття вона прожила в компанії своєї матері, яка забезпечила їй таку чудову освіту. Жінки жили спочатку вдвох, потім у будинку другого брата Ізотти, залишаючись «під рукою» чоловічих представників роду Ногарола, що було пристойним для неодруженої дівчини та вдови. Заповіт Б'янки Борромео від 1457 року називає її сина Лодовико відповідальним за побут та майно Ізотти. Б'янка померла 1461 року.

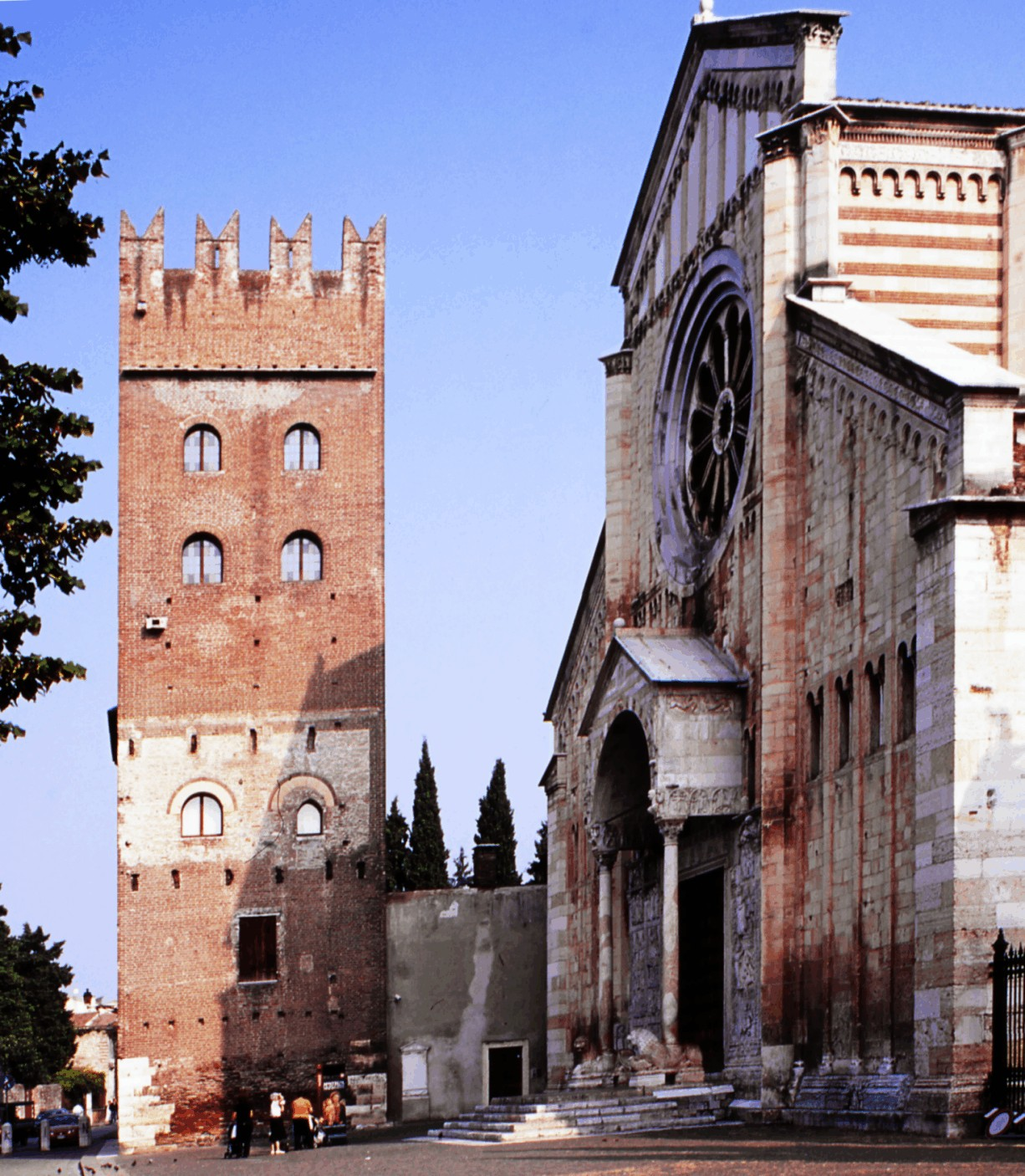
Верона

Як зазначають вчені, 1441 року поразкою закінчився перший етап творчості Ізотти, вона припинила широку епістолярну творчість із іншими гуманістами. Зі ще більшою завзятістю зайнялася своєю освітою і досягла більшої популярності, але, як і раніше, мала репутацію жінки-інтелектуалки, а не просто інтелектуалки. Її почали хвалити через те, що вона звернулася від нижчих дисциплін (літератури та мов) до вищих (теології та філософії). Обрала безшлюбність і усамітнення, з фанатичністю практично релігійною, якщо не зважати на те, що вона вивчала не Бога і Біблію, а гуманізм. Тим не менш, вона прийняла вимоги до жінок, які відмовляються від шлюбу заради знань.
Дослідники зазначають, що творчий шлях Ногароли стане шаблоном, який упродовж століть повториться в долі багатьох жінок. Зростаючи в сім'ї, де заохочувалося інтелектуальне життя, вона отримувала похвалу за свій розум дитиною, але подорослішавши, зіткнулася з опором своєму бажанню продовжити навчання. Її публічне життя як ренесансної гуманістки зайняло лише два роки — 1436—1438. Відкинута сучасниками, Ногарола вистояла в боротьбі з умовностями суспільства, які вказували на вік і необхідність одруження, і не поступилася тиску чернечих орденів. Ціна, яку Ногарола заплатила за інтелектуальну свободу, виявилася високою — вічна цнота та ізоляція від інших освічених людей. Ізотта ніколи не одружувалась і неодноразово підкреслювала власну цноту. Ці риси стали основними для її громадського іміджу, що, на думку сучасних феміністичних вчених, дозволяє стверджувати, що вона втілює парадокс освіченої жінки. Після звинувачень наклепника Ногаролі довелося докласти значних зусиль, щоб підтримати свою бездоганну репутацію сексуальної чистоти та духовної моральності.

### Зрілий період
Однак у своєму затворництві Ногарола не була повністю ізольована від суспільства. 1450 року разом з делегацією веронців вона вирушила до Рима, де виголосила промову перед папою Миколаєм V. Ізотта приймала відвідувачів, а також листувалася з іншими інтелектуалами, особливо з Лодовико Фоскаріні (від 1451 року), венеційським політиком, призначеним керувати Вероною. Вони обговорювали філософські питання, зокрема питання про те, чий гріх був сильнішим — Адама чи Єви, а також причини їх падіння («Про рівний або нерівний гріх Адама і Єви»). Цей текст Ногарола створила на основі листів та бесід, якими обмінювалися співрозмовники, і він є головним текстом при вивченні жіночого гуманізму Ренесансу. Фоскаріні відвідував її будинок, брав участь у розмовах з іншими членами її сім'ї, та їхні стосунки не були романтичними. 1453 році до неї сваталися, але за порадою Фоскаріні вона відмовилася.
Починаючи принаймні від 1453 року, страждала від якоїсь фізичної недуги. Згодом її здоров'я почало погіршуватися, і вона померла у віці 48 років. Похована поряд із матір'ю в церкві Святої Цецилії у Вероні. Через два роки Джованні Маріо Філельфо (син відомішого Франческо) написав на її честь поему в 593 віршах гекзаметром «Liber Isottaeus», присвятивши її братові покійної Лодовіко (з двома сонетами в додатку). Останній сонет говорив про неї як про людину, в якій не було «ні плямки, ні дефекту», яка мала «цнотливе тіло, незіпсоване серце».
Спосіб життя Ізотти Ногароли та її праці стали прикладом для інших італійських гуманісток Ренесансу — Кассандри Феделе та Лаури Черети.

## Творчість
Західні дослідниці Маргарет Кінг і Діана Робін опублікували переклад усіх збережених праць Ізотти Ногароли англійською мовою. Вчені відзначають, що спадщина Ногароли включає експерименти практично у всіх гуманістичних жанрах — від листів, завдяки яким простежуються її літературні та соціальні зв'язки, до діалогів, публічних звернень та втішальних листів. Вони розділили її спадщину на три періоди:
1. Ранній — 1434—1440 роки, до якого належать збірки листів, публічні звернення, зокрема адресовані італійському вченому Ермолао Барбаро[it]? Якопо Фоскарі (синові дожа Франческо) і багато інших. Копії з листів Ізотти циркулювали в гуманістичних колах, і вона стала набувати популярності.
2. Середній період інтелектуального пробудження — 1441—1449 роки, коли вона ознайомилася з величезною кількістю класичних, біблійних і святоотцівських текстів. Від цього періоду не збереглося власноручних текстів Ногароли, він відомий лише за іншими джерелами. Наприклад, венеційський аристократ Лауро Квіріні (бл. 1420—1475/79), який навчався тоді в Падуанському університеті, у своїх листах рекомендує їй низку книг: Арістотеля, Боеція, Аверроеса, Тому Аквінського тощо.
3. Зрілий — 1450—1461 роки, коли Ногарола експериментує з новими жанрами та новим для себе синкретизмом класичних та християнських джерел. У цей час вона пише діалог про Адама і Єву, а пізніше публічні звернення та промови латиною. Одну з них вона особисто виголосила перед папою Миколаєм V 1450 року (текст загублено), а іншу, із закликом до хрестового походу проти турків, прочитано в присутності Пія II на Мантуанському соборі[ru] 1459 року. 1453 року вона написала дві промови, в яких вітала призначення нового єпископа Верони Ермолао Барбаро. Її останньою відомою роботою є втішальна похоронна промова, звернена до венеційця Якопо Антоніо Марчелло, який 1461 року втратив 8-річного сина Валеріо.

Основним і найпопулярнішим твором Ізотти виявився її діалог у листах з Лодовіко Фоскаріні «Про рівний або нерівний гріх Адама та Єви», де кожен з них наводив докази, обстоюючи переваги представників своєї статі. Рукописні екземпляри їхньої дискусії, де Ізотта захищала Єву, розійшлися всією Європою (в одній лише Паризькій бібліотеці в середині XVII століття числяться 564 примірників).
Вона «не випадково звернулася до цієї теми. Все життя вона присвятила вченим заняттям і, зустрічаючи протидію своїм гуманістичним штудіям з боку гуманістів-чоловіків, багато міркувала про природу жінки та її право на пізнання істини. Не дивно, що в спробі захистити себе вона, подібно до інших обвинувачів та адвокатів жінки, знову звертається до проблеми відповідальності Єви за первородний гріх… У її розгорнутій системі доказів акцент на природну слабкість Єви — один із основних аргументів захисту; на її думку, ця обставина дезавуює провину праматері. Адже природа сама по собі позбавлена гріха, а оскільки слабкість Єви була вродженою від природи, то її не можна за це дорікати… Оскільки Адам був створений досконалішим і розумнішим, остільки він мав добре наглядати за жінкою. Але якщо він цього не зробив, то головна відповідальність за первородний гріх має бути покладена на нього».

### Твори
- De pari aut impari Evae atque Adae peccato
- Elegia de laudibus Cyanei ruris — єдиний збережений вірш Ногароли, про літній маєток своєї родини Кастель Д'Аццано
- Oratio in laudem beati Hieronymi — промова про Блаженного Єроніма
- Isotæ Nogarolæ Veronensis, opera quæ supersunt omnia — видання творів Ногароли, включно з листуванням